# Championnat du monde d'endurance moto 2009
Navigation
Édition précédente Édition suivante
La saison 2009 du Championnat du monde d'endurance moto est la 30e édition de cette compétition. Elle se déroule du 17 avril au 14 novembre 2009. 

## Calendrier
| N° | Date              | Course                  | Circuit                         | Lieu                | État, Pays |
| -- | ----------------- | ----------------------- | ------------------------------- | ------------------- | ---------- |
| 1  | 18 & 19 avril     | 24 Heures du Mans       | Circuit Bugatti                 | Le Mans             | France     |
| 2  | 31 juin           | 8 heures d'Oschersleben | Motorsport Arena Oschersleben   | Oschersleben (Bode) | Allemagne  |
| 3  | 4 juillet         | 8 heures d'Albacete     | Circuit d'Albacete              | Albacete            | Espagne    |
| 4  | 26 juillet        | 8 Heures de Suzuka      | Circuit de Suzuka               | Suzuka              | Japon      |
| 5  | 12 & 13 septembre | Bol d'or                | Circuit de Nevers Magny-Cours   | Magny-Cours         | France     |
| 6  | 14 novembre       | 8 Heures de Doha        | Circuit international de Losail | Doha                | Qatar      |

## Résultats
| N° | Course                  | Vainqueur                                     | Moto   | Écurie                       |
| -- | ----------------------- | --------------------------------------------- | ------ | ---------------------------- |
| 1  | 24 heures du Mans       | Igor Jerman, Steve Martin, Gwen Giabbani      | Yamaha | Yamaha Austria Racing Team   |
| 2  | 8 heures d'Oschersleben | Igor Jerman, Steve Martin, Gwen Giabbani      | Yamaha | Yamaha Austria Racing Team   |
| 3  | 6 heures d'Albacete     | Igor Jerman, Steve Martin, Gwen Giabbani      | Yamaha | Yamaha Austria Racing Team   |
| 4  | 8 heures de Suzuka      | Daisaku Sakai, Kazuki Tokudome, Nobuatsu Aoki | Suzuki | Yoshimura Suzuki             |
| 5  | Bol d'or                | Vincent Philippe, Olivier Four, Freddy Foray  | Suzuki | Suzuki Endurance Racing Team |
| 6  | 8 heures de Doha        | Igor Jerman, Steve Martin, Gwen Giabbani      | Yamaha | Yamaha Austria Racing Team   |

## Classement

### Attribution des points
| Points | 60 | 50 | 44 | 37 | 32 | 26 | 20 |